# Bennia
Bennia is een geslacht van rechtvleugeligen uit de familie Chorotypidae. De wetenschappelijke naam van dit geslacht is voor het eerst geldig gepubliceerd in 1899 door Burr.

## Soorten
Het geslacht Bennia omvat de volgende soorten:
- Bennia biramosa Xia & Liu, 1989
- Bennia birmanica Bolívar, 1931
- Bennia bonzo Burr, 1899
- Bennia innotata Walker, 1871
- Bennia multispinata Xia & Liu, 1989
- Bennia nannuoshana Xia & Liu, 1989